# Grup d'Elx
Il Grup d'Elx è uno dei movimenti artistici post-Seconda guerra mondiale di Valencia, fondato ad Elche nell'ottobre del 1967 dal poeta Vicente Aguilera Cerní. Il gruppo avant-garde ha avuto connessioni con i movimenti surrealista e realista sociale e sottolineato l'importanza degli esseri umani e dell'entourage sociale.

## Storia

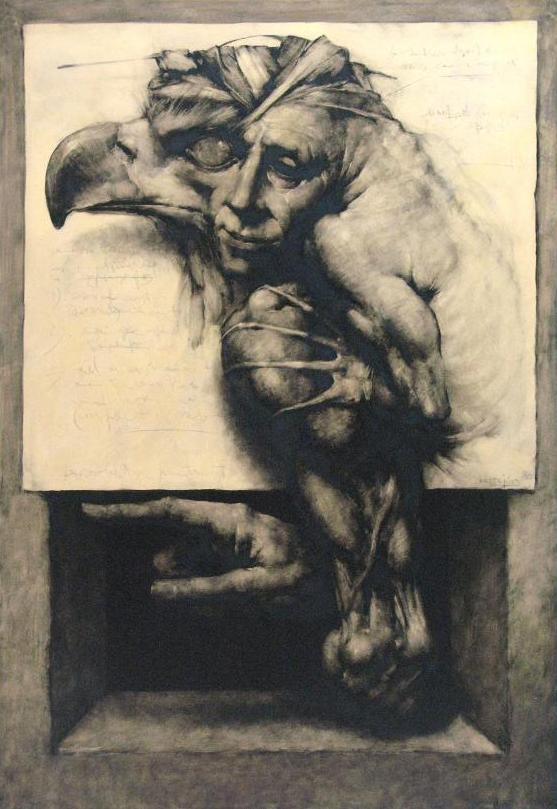
'Aquila mutante', cera su carta, di Joan Castejon.

Il Grup d'Elx ha iniziato la propria formazione in uno scenario artistico precario: la sua attività è stata un compito che ha costruito un ponte tra la modernità e l'avanguardia vertebrata e radicale, che per loro è stata inseparabile da una transizione sociale fuori da Francoist Spain. In questo senso, come i membri di El Paso o Dau al set, hanno condotto un'arte in cui c'erano diverse componenti parte di un comune denominatore: primato di un'intensa espressività, riduzione intenzionale del colore al minimo ed infine il credo in poetiche artistiche d'impegno centrate sugli esseri umani e la loro situazione sociale. Uno dei suoi membri più rappresentativi, Joan Castejón, è stato incarcerato per 4 anni.
Il gruppo è stato ispirato dall'attività di altri gruppi post-bellici di artisti come Dau al Set e Grup Parpalló; tra i suoi membri hanno figurato Joan Castejón, Albert Agulló, Antoni Coll e Sixto Marco.
Il gruppo si è sciolto nel 1973.